# República Dominicana en los Juegos Mundiales de Breslavia 2017
República Dominicana fue uno de los 102 países que participaron en los Juegos Mundiales de 2017 celebrados en Breslavia, Polonia.
República Dominicana envió una delegación de tres deportistas que participaron en dos disciplinas.
El país logró una medalla de bronce, con lo cual se colocaron en la posición 57 del medallero empatados con otros seis países.

## Karate
| Masculino       |               |                  |     |                 |     |                  |     |                 |           |                       |           |           |
| Deivis Ferreras | Kumite 67kg   | # Steven Dacosta | 1:3 | # Andrés Madera | 2:1 |                  |     | # Jordan Thomas | 0:8       | # Abdelatif Benkhaled | 8:0       | 3         |
| Jorge Pérez     | Kumite 84 kg. | # Kamil Warda    | 1:1 | # Ryutaro Araga | 0:4 | # Aykhan Mamayev | 3:6 | eliminado       | eliminado | eliminado             | eliminado | eliminado |

## Esquí acuático
| Masculino      |        |                 |   |                 |   |   |
| Robert Piggozi | Slalom | 1,00/ 58/ 18.25 | 9 | 4,00/ 58/ 11.25 | 7 | 7 |